# Светая Светих
Светая Светих (на иврит: קֹדֶשׁ הַקֳּדָשִׁים) е вътрешното светилище на Скинията, което според Библията обитава Бог. Пространството му е определено от четири стълба, поддържащи завеса, като в него е разположен Кивотът. След изграждането на Соломоновия храм Светая Светих е пренесено в него, като през тази епоха вътре може да влиза само първосвещеникът на Израил на празника Йом Кипур след специална церемония за очистване. В съвременния юдаизъм се смята, че Светая Светих се намира някъде под Купола на Скалата.
В православието „Светая Светих“ се използва за обозначаване на олтара.